# Mycoplasma lagogenitalium
Mycoplasma lagogenitalium è una specie di batterio appartenente alla famiglia delle Mycoplasmataceae.